# Tuc de Comagrana
El Tuc de Comagrana és una muntanya de 1.649 metres que es troba entre els municipis de Canejan, a la comarca de la Vall d'Aran i França.